# Regelgebaseerd systeem
Met een regelgebaseerd systeem wordt in de informatica een systeem bedoeld dat wordt gebruikt om kennis op te slaan en op een nuttige manier te bewerken. Regelgebaseerde systemen worden met name veel gebruikt bij de studie van kunstmatige intelligentie.

## Toepassingen
Een klassiek voorbeeld van een regelgebaseerd systeem is het domeinspecifieke expertsysteem. Dit systeem wordt gebruikt voor het maken van afleidingen of keuzes. Een arts kan zo bijvoorbeeld aan de hand van een bepaalde reeks symptomen een bijbehorende diagnose van de aandoening stellen. Een ander voorbeeld is het maken van tactische bewegingen in bijvoorbeeld een computerspel.
Binnen het kader van de lexicale analyse kunnen regelgebaseerde systemen gebruikt om computerprogramma's te compileren of te interpreteren. Het kan ook voor het verwerken natuurlijke taal gebruikt worden.
Logisch programmeren is een poging tot het afleiden van uitvoeringsinstructies op basis van een regelgebaseerd systeem dat bestaat uit een reeks gegevens en regels. Deze methode is wat minder rechtstreeks dan het gebruik van imperatieve programmeertalen waarbij de uit te voeren stappen sequentieel worden uitgevoerd.

## Opbouw
Een regelgebaseerd systeem kan in vier componenten worden onderverdeeld:
- Een kennisbank, in de vorm van een lijst regels of basis van regels
- Een inferentiemachine of semantische redeneerder, om informatie af te leiden of stappen te zetten op basis van de input-regelbasis-interactie
- Een tijdelijk werkgeheugen
- Een gebruikersinterface voor signalen van en naar de buitenwereld

## Voorbeelden
- CLIPS is publicdomainsoftware voor het ontwikkelen van expertsystemen.
- RuleML